# Conwy (flod)
 For alternative betydninger, se Conwy. (Se også artikler, som begynder med Conwy)
Conwy eller River Conwy er en flod i Conwy Valley i north Wales. Fra sin kilde til den løber ud i Conwy Bay løber den 55 km og dræner et området på omkring 678 km2. "Conwy" blev tidligere angliceret som "Conway".
Navnet Conwy er afledt af de gammelwalisiske cyn (høvding) og gwy (van), og floden blev oprindeligt kaldt Cynwy.
Den starter på Migneint-heden hvor en række små vandløb løbet ind i Llyn Conwy, og herfra løber mod nord, hvor den løber sammen med bifloderne Machno and Lledr før den når til Betws-y-Coed, hvor den løber sammen med Afon Llugwy. Fra Betws-y-coed løber floden nordpå via Llanrwst, Trefriw (hvor den løber sammen med Afon Crafnant) og Dolgarrog (hvor den løber sammen med Afon Porth-llwyd og Afon Ddu) før den løber ud i Conwy Bay ved købstaden Conwy. Der ligger en kaj kaldet Cei Cae Gwyn på flodbanken. Ved tidevand om foråret påvirkes floden helt op til Tan-lan, nær Llanrwst.